# Defecte màssic

Nucli l'heli format per 2 protons i 2 neutrons.

El defecte màssic és la diferència entre la suma de les masses en repòs dels nucleons lliures i la massa en repòs d'un nucli atòmic constituït per aquests nucleons.
El càlcul del defecte de massa es pot dur a terme mitjançant la següent equació:
on:
- {\displaystyle \Delta m} és el defecte de massa.
- {\displaystyle Z} és el nombre atòmic, o nombre de protons presents al nucli atòmic.
- {\displaystyle m_{p}} és la massa del protó en repòs, 1,672 623 × 10–27 kg.
- {\displaystyle A-Z} és la diferència entre el nombre màssic, A, que correspon al nombre total de nucleons, menys el nombre atòmic, Z, això és el nombre de protons; que equival al nombre de neutrons del nucli.
- {\displaystyle m_{n}} és la massa del neutró en repòs, 1,674 929 × 10–27 kg.
- {\displaystyle m_{X}} és la massa del nucli {\displaystyle _{Z}^{A}X}.[2]

Tots els nuclis estables tenen una massa inferior a la massa dels nucleons (protons i neutrons) per separat. Aquesta massa que es perd en el procés de formació d'un nucli a partir dels nucleons que l'integren correspon a l'energia de lligadura nuclear. La relació entre energia i massa s'obté aplicant l'equació d'equivalència massa-energia d'Einstein:
on:
- {\displaystyle E_{b}} és l'energia de lligadura nuclear, en joules.
- {\displaystyle \Delta m} és el defecte de massa, en quilograms.
- {\displaystyle c} és el valor de la velocitat de la llum al buit, 299 792 458 m/s.[2]